# Богданов, Фёдор Платонович
Фёдор Платонович Богданов     
(род. 1885; Российская империя — 1943; Ленинград, РСФСР, СССР) — советский и российский актёр театра и кино. Заслуженный артист РСФСР (1940).

## Биография
Родился в 1885 году в Российской империи.
Служил изначально в Драматическом театре Госнардома (Народный дом), а немного позже начал служить в Александринском театре с 1925 года по 1943 год. Начал сниматься в кино с этого же 1925 года, но последняя работа в кинематографии выпала на 1941 год.
Ушёл из жизни в 1943 году во время блокады Ленинграда. Похоронен на Литераторских мостках Волковского кладбища в Санкт-Петербурге.

## Фильмография
- 1925 — Тяжёлые годы — Петров, рабочий
- 1926 — Катерина Измайлова — Аким
- 1927 — Могила Панбурлея — отец Маши
- 1927 — Пурга — Еремка
- 1927 — Северная любовь
- 1928 — Джой и Дружок — отец Шуры
- 1928 — Золотой мёд — дед-пасечник
- 1929 — Адрес Ленина — член общества «Друг детей»
- 1929 — А почему так? — директор завода
- 1929 — Человек с портфелем — Редуткин
- 1930 — Мёртвая душа — отец Волкова
- 1931 — На этом свете
- 1931 — Полдень — Ерофеев, кулак
- 1936 — Дубровский — исправник
- 1937, 1938 — Пётр Первый — Бровкин
- 1938 — Враги — Левшин
- 1941 — Валерий Чкалов — дед Ермолай

## Звания и награды
- Заслуженный артист РСФСР (1940)
- Награждён орденом «Знак Почёта» (11.03.1939)

## Критика и оценочные мнения
Петров, поставивший в 1925 году совместно с Хохловым на сцене Ленинградского государственного театра драмы спектакль по пьесе Луначарского «Яд», был удовлетворён актёрской игрой Богданова, исполнившего в этой постановке роль наркома Павла Шурупова, но критика с режиссёром была не вполне согласна. В поставленном Петровым в 1930 году в том же театре спектакле по пьесе Яновского «Ярость» Богданов воплотил разум и волю масс, сыграв сознательного коммуниста Степана Глобу, вожака коллективизации на селе. По мнению Золотницкого, играя Невского в спектакле «Страх», поставленном Петровым в том же театре в 1931 году по пьесе Афиногенова, Богданов уже был талантливым мастером.
Пиотровский приветствовал переход прекрасного актёра Богданова в «ак-драму». Пиотровский отметил, что в спектакле «Яд» Богданов смягчил и без того уже нерезкий образ наркома Шурупова, придал ему «уютность» и «домашность», бесспорно снизив тем самым общий замысел пьесы. Созданный им образ происходит от идеальных адвокатов, агрономов и докторов либеральной драматургии. По мнению Пиотровского, и Богданову не удалось заложить отсутствовавшую в то время сценическую традицию исполнения роли большевистского наркома.
Сайт Александринского театра рассказал о том, что Богданов был крупным широкоплечим мужчиной с низким голосом, во взгляде которого сквозило упрямство и поэтому он занимал место социального героя в театральных ролях.

## Похоронен
- Россия, Санкт-Петербург, Волковское кладбище (могила в плохом состоянии)

## Издательство
- Вера Аркадьевна Мичурина-Самойлова. Шестьдесят лет в искусстве. — Iskusstvo, 1946. — 350 с.
- Любовь Шапорина. Дневник. Том II. — Новое Литературное Обозрение, 2017-05-17. — 1816 с. — ISBN 978-5-4448-0825-2.
- Яков Боярский. Сто лет Александринский театр-театр Госдрамы 1832-1932. — Издание Дирекции Ленинградских государственных театров, 1932. — 656 с.